# Loxophlebia flavipicta
Loxophlebia flavipicta là một loài bướm đêm thuộc phân họ Arctiinae, họ Erebidae.